# ثقافة الاغتصاب
ثقافة الاغتصاب هي مفهوم اجتماعي لوضع ينتشر فيه الاغتصاب ويتم التطبيع الاجتماعي معه من خلال مواقف المجتمع تجاه النوع الاجتماعي والجنسانية. ثقافة الاغتصاب غالبًا ما تكون مصحوبة بسلوكيات تشمل لوم الضحية، مثل الاتهام والتشهير بخزي العهر، التسليع الجنسي ،التقليل من فعل الاغتصاب، إنكار انتشاره ورفض الاعتراف بالضرر الناتج عن العنف الجنسي، أو مزيج مما سبق. أستخدم هذا المصطلح لتفسير ووصف سلوكيات داخل المجموعات المجتمعية، هذا يضمن الاغتصاب في السجن والاغتصاب في مناطق النزاع حيث يستخدم اغتصاب الحروب كشكل من أشكال الحرب النفسية. هناك مجتمعات بأكملها أطلق عليها ثقافات اغتصاب.
مفهوم ثقافة الاغتصاب وضع من قبل نسويات الموجة الثانية، بشكل أولي في الولايات المتحدة بداية السبعينات. الناقدين لهذا المفهوم يناقشون مدى تواجد ثقافة الاغتصاب أو وجودها من الأساس، مجادلون بأنه مفهوم ضيق أو أنه وعلى الرغم من وجود ثقافات تطبع مع فعلا الاغتصاب، فإن فكرة ثقافة الاغتصاب من الممكن أن توحي بأن الاغتصاب ليس خطأ المغتصب بل خطأ المجتمع الذي مكن من الاغتصاب.  

## الأصول والاستخدام
تمت صياغة مصطلح «ثقافة الاغتصاب» لأول مرة في سبعينيات القرن الماضي في الولايات المتحدة من قبل النسويات الموجة  الثانية، وتم تطبيقه على الثقافة الأمريكية المعاصرة ككل. في بداية السبعينات، بدأت نسويات الموجة الثانية بالانخراط في مجهودات رفع الوعي التي صممت لاعلام العامة حول انتشار الاغتصاب، سابقا وطبقا لأستاذة علم النفس الكندية الكسندرا رذرفورد، معظم الأمريكيون كانوا يظنون أن الاغتصاب، وزنا المحارم، وضرب الزوجات نادر الحدوث. فالوقت الذي افترض فيه مفهوم الاغتصاب أن الاغتصاب شائع وطبيعي في الثقافة الأمريكية وأنه مظهر واحد من مظاهر الكراهية المجتمعية للنساء والتمييز على أساس الجنس. كما عُرِّف الاغتصاب بأنه جريمة عنف وليس جريمة جنسانية كما كان من قبل، وتحول تركيز الاغتصاب من الرغبة في المتعة الجنسية إلى هيمنة الذكور، والترهيب والشعور بالسيطرة. بدأ إعادة النظر في جريمة الاغتصاب من خلال أعين الضحايا لا الجناة.
أول المنشورات التي استخدمة هذا المصطلح كانت عام (1974) في الاغتصاب: أول كتاب مرجعي للمرأة (بالإنجليزية: Rape: The First Sourcebook for Women )، المحرر من قبل نورين كونيل وكاساندرا ويلسون  من أجل مجموعة نسائيي نيويورك الراديكاليين (بالإنجليزية: the New York Radical Feminists). وقد صرحت المجموعة في الكتاب أن  هدفها الأسمى هو القضاء على الاغتصاب وأن هذا الهدف لا يمكن أن يحدث دون التغيير الثوري للمجتمع. هذا الكتاب مع كتاب سوزان براون ميلر الصادر عام (1975) تحت اسم على ضد إرادتنا: الرجال، النساء والاغتصاب كانا من أوئل الكتب التي استخدمت تقارير بصيغة المتكلم الشخصية، حيت أن الكتاب حاولن إظهار مدى انتشار وشيوع الاغتصاب عما كان يعتقد عكسة من قبل.  في هذا الكتاب، علقت براونميلر على فكرة أن النساء لم يتحدثن أبدًا عن الاغتصاب لأن النساء  لن يرغبن أبدًا في الانفتاح على «جريمة ضد سلامتهن الجسدية». وهذا من شانه أن يفسر سبب جهل العامة حول شيوع حدوث الاغتصاب ومن هن ضحاياة
أستاذة علم الاجتماع جويس إي وليامز ترجع أصل وأول استخدام لمصطلح «ثقافة الاغتصاب»  إلى الفيلم الوثائقي «ثقافة الاغتصاب» لعام 1975، الذي أنتجته وأخرجته مارغريت لازاروس ورينر وندرليش لأفلام كامبريدج الوثائقية. وقالت إن الفيلم «يستحق التقدير لأول تعريف للمفهوم». ناقش الفيلم اغتصاب الرجال والنساء على حد سواء في سياق تطبيع ثقافي أكبر للاغتصاب. عرض الفيلم عمل مركز دي سي لكوارث الاغتصاب بالتعاون مع مساجين ضد الاغتصاب، وقد شملت مقابلات مع المغتصبين والضحايا، وكذلك مع نشطاء بارزين مناهضين للاغتصاب مثل الفيلسوف النسائي واللاهوتي ماري دالي والمؤلفة والفنانة إميلي كولبيبر. استكشف الفيلم كيف أدت وسائل الإعلام والثقافة الشعبية إلى إطالة المواقف تجاه الاغتصاب.
في مقال نشرته مجلة «جورنال أوف ساينتس» عام 1992 بعنوان «إعادة تعريف النسوية للاغتصاب والاعتداء الجنسي: الأسس التاريخية والتغيير»، اقترحت باتريشيا دونات وجون ديميليو أن يكون هذا المصطلح «ثقافة داعمة للاغتصاب» في براونميلر ضد إرادتنا. بحلول منتصف السبعينيات، بدأت هذه العبارة تستخدم على نطاق أوسع في أشكال متعددة من وسائل الإعلام.

## نظرة عامة
يعتقد مايكل بارنتي أنَّ ثقافة الاغتصاب تظهر من خلال قبول الاغتصاب كمجرَّد حدث يومي روتيني أو حتى اعتباره حقاً ذكوريَّاً، ويمكن أن تتفاقم هذه المشكلة بسبب عدم اكتراث الشرطة والجهات المعنيَّة في تعاملها مع قضايا الاغتصاب أو إلقاء اللوم على الضحيَّة، بالإضافة للخوف من وصمة العار التي يعاني منها ضحايا الاغتصاب وعائلاتهم، فيما يربط علماء الاجتماع الآخرون بين ثقافة الاغتصاب وبين العادات والأفكار الجنسية في المجتمع والتي قد ترتبط أيضاً بكراهية النساء وعدم المساواة بين الجنسين وتنتقل من جيل لآخر ضمن ثقافة المجتمع وعاداته، ومن التفسيرات التي تُفسِّر هذه الخرافات الشائعة أنَّ النساء السيِّئات فقط هنَّ اللواتي يتعرَّضن للاغتصاب، إحدى الخرافات الشائعة أيضاً أنَّه لا يوجد حدث عشوائي أو دون سبب وأنَّ النساء اللواتي يتعرَّضن للاغتصاب لم يتعرَّضن له دون سبب، بل إنَّهنَّ يستحقنَّه، وهكذا إذا اعتقدت النساء أنَّهن سبب الاغتصاب فقد لا يذهبن إلى السلطات، يستخدم المجتمع أيضاً الصورة النمطيَّة للرجال الذين يتصفون بالعدوانيَّة كذريعة لأفعالهم، وهناك سبب آخر لقبول ثقافة الاغتصاب هو فرضيَّة «الحياة عادلة» أو «العالم العادل» التي تفترض أنَّ ما يحدث لشخص في حياته مرتبطٌ بطبيعة أفعاله وبالتالي فهو يستحق كل ما يحدث معه، ولذلك يبدو من الطبيعي أنَّ الأشخاص الذين يؤمنون بهذه النظرية سيكونون أكثر قبولاً للاعتقاد بأنَّ النساء اللاتي يتعرضن للاغتصاب يستحقون ذلك بطريقة أو بأخرى، أخيراً يمكن أن يُعزى الاغتصاب إلى طرق التعامل مع النساء على مرِّ التاريخ من قمع النساء إلى التحكم فيهنَّ.
تردُّ براونميلر في كتابها «ضدَّ إرادتنا» على بعض هذه الخرافات وتناقشها، فتقول إنَّه يمكن لأيَّ امرأة أن تكون ضحية اغتصاب بغض النظر عن العمر أو العرق أو الشكل أو الوضع، ويمكن لأي شخص أن يكون مغتصباً وليس فقط الرجال الأشرار أو المختلِّين عقلياً كما كان يعتقد في العقود السابقة، وأخيراً يمكن أن يحدث الاغتصاب بأشكال عديدة ومتنوعة وليس فقط وفق الصورة النمطيَّة للاغتصاب العنيف والقوي الذي يقوم به شخص غريب، يمكن لثقافة الاغتصاب أن تتوضَّح عندما تظهر الأفراد المغتصبين على أنَّهم منحرفين وغريبي الأطوار بدلاً من الاعتراف بأنَّ أي شخص يمكن قادراً على الاغتصاب، في ستينات القرن الماضي كان المُغتصبون يُعتبرون في كثيرٍ من الأحيان مرضى عقليِّين أو منحفين نفسياً واجتماعياً، واستمرَّ هذا الرأي على نطاق واسع حتى التسعينات.
يعتقد البعض أنَّ السبب الرئيسي لثقافة الاغتصاب هو التمييز ضدَّ النساء والسيطرة عليهنَّ، ومع ذلك فإنَّ النظريَّات الأكاديميَّة تؤكِّد أنَّه ليس لثقافة الاغتصاب سبباً واحداً بالضرورة، وقد يقف وراءها العديد من الأسباب الثانوية الاجتماعية والثقافية، لأنَّ ثقافة الاغتصاب هي مفهوم مرن دائم التغيُّر ويتمُّ إنتاجه وفق الظروف الاجتماعية وإضفاء الصفة الشرعية عليه، ولذلك سوف يتغيَّر تعريفها بشكلٍ مستمر.
عاد النقاش مرَّةً أخرى حول ثقافة الاغتصاب في أواخر القرن العشرين، وخصوصاً في الجامعات الأمريكية والكندية والبريطانيَّة، في كثيرٍ من الأحيان يتمُّ ثني الضحايا عن الإبلاغ عن الاغتصاب الذي يحدث في الحرم الجامعي، بسبب رغبة هذه الجامعات في عدم عرض الأخبار المسيئة عنهم، بالإضافة لذلك كثيراً ما يُشكِّك مسؤولوا الجامعات في روايات الاغتصاب، وهو الأمر الذي يجعل من توثيق هذه الحالات صعباً ومُعقَّداً على الرغم من كلِّ القوانين والتشريعات التي تطلب من الجامعات تقديم تقارير منتظمة عن هذه الجرائم.

## جنسنة
يعتبر التحيز الجنسي من الممارسات التي تسهم في تطبيع المفاهيم الجنسية المفرطة للمرأة، وهو موضوع في ثقافة الاغتصاب. غالبًا ما تُعزى وسائل الإعلام الجنسية المفرطة الجنسية أو الإباحية إلى الإبقاء على السلوكيات والمواقف العدوانية الداعمة للعنف ضد المرأة. كما يُلاحظ تصوير وسائل الإعلام للنشاط الجنسي العنيف لزيادة العدوان السلوكي. تصوّر الصور الجنسية وتعزز المعتقدات الكريهة في بعض الحالات. يمكن أن تأتي هذه الوسائط في أشكال من الأفلام والموسيقى والإعلام وألعاب الفيديو وأكثر من ذلك.
وقد أظهر استهلاك المواد الإباحية أنه ربما يشجع على اتخاذ إجراءات عدائية أيضًا. توجد روابط إيجابية بين التصورات العدائية للنساء واستهلاك المواد الإباحية، وخاصة المواد الإباحية العنيفة، تم العثور في مناسبات متعددة. الأفراد الذين يستهلكون المواد الإباحية بشكل أكثر تكرارا هم أكثر عرضة للانخراط في أعمال عدوانية جنسيا أو إيواء مواقف عدوانية جنسيا من الآخرين الذين يستهلكون مواد إباحية أقل أو لا يستهلكون المواد الإباحية على الإطلاق.

### إلقاء اللوم على الضحية والعار
إلقاء اللوم على الضحية هو الظاهرة التي يُنسب للضحية فيها جريمة جزئياً أو كلياً باعتبارها مسؤولة عن التجاوزات التي ارتكبت ضدهم. على سبيل المثال، يتم توجيه اللوم للضحية الجريمة (في هذه الحالة اغتصاب أو اعتداء جنسي)، أسئلة من الشرطة، في غرفة الطوارئ، أو في قاعة المحكمة، والتي تشير إلى أن الضحية كان يقوم بشيء ما، يتصرف بطريقة معينة، أو ارتداء الملابس التي قد تكون قد أثارت الجاني، وبالتالي جعل تجاوزات الضحية خطأهم الخاص.
قد يتم إلقاء اللوم على الضحية أيضًا بين أقران الضحية، وقد أبلغ طلاب الجامعات عن نبذهم إذا أبلغوا عن تعرضهم للاغتصاب، خاصة إذا كان الجاني المزعوم شخصية مشهورة أو رياضيًا مشهورًا. أيضا، على الرغم من أنه لا يوجد عموما الكثير من النقاش العام حول الاغتصاب الذي يتم تسهيله في المنزل أو المدارس أو الوكالات الحكومية، قد تؤدي مثل هذه المحادثات إلى تعزيز ثقافة الاغتصاب من خلال التركيز على تقنيات «كيف لا يتم اغتصابها» (كما لو كانت  وهذا أمر مثير للمشاكل بسبب وصمة العار التي تم إنشاؤها وتجاوزها ضد الأفراد المصابين بالفعل بدلا من وصم الأعمال العدوانية للاغتصاب والمغتصبين. ومن الشائع أيضاً أن السجناء في السجون يستحقون التعرض للاغتصاب، وهو شكل معقول من العقاب على الجرائم التي ارتكبوها. ومن العوامل الأخرى لإلقاء اللوم على الضحية العنصرية والصور النمطية العنصرية.
التشهير الفاسق هو البديل عن إلقاء اللوم على الضحية، وهو أمر يتعلق بالسلوك الجنسي. ويصف الطريقة التي يتم بها جعل الناس يشعرون بالذنب أو أقل شأنا عن سلوكيات أو رغبات جنسية معينة تنحرف عن توقعات النوع التقليدي أو الأرثوذكسية. وجدت دراسة أجريت على نساء جامعات من علماء اجتماع في جامعة ميشيغان وجامعة كاليفورنيا أن التشهير بالعاطفة كان له علاقة بالطبقة الاجتماعية للمرأة أكثر من علاقتها بنشاطها. يمكن أن يخلق التشهير الفاسد معيارًا مزدوجًا بين الرجال والنساء والتمييز. تهدف حركة المسار الفاسق (بالإنجليزية: SlutWalk) إلى تحدي إلقاء اللوم على الضحية، وفضح الفوضى، والاغتصاب.

## الانتشار
البلدان التي وصفت بأنها تتضمن «ثقافات اغتصاب» تشمل أستراليا  كندا،  باكستان،  جنوب أفريقيا،  المملكة المتحدة،  والولايات المتحدة.

### في باكستان
إن العنف ضد المرأة هو أمر نموذجي ومعيار، لا سيما الإساءة الزوجية، حيث ينظر إليه باعتباره مسألة خاصة لا يُعتقد أنها «مناسبة للتدخل أو لتغيير السياسة». وبسبب المعتقدات الثقافية، نادراً ما تعتبر إساءة المعاملة الزوجية وخاصة الاغتصاب جريمة. ويرجع ذلك إلى المجتمع الأبوي الباكستاني وأدوار الجنسين التي تتوقع أن يكون الرجل عنيفًا ومسيطرًا وأن تكون المرأة ضعيفة. كما تحتضن الأعراف الدينية المألوفة في باكستان العنف والتمييز ضد المرأة، وتؤكد أن المرأة لن تتمكن من العيش بدون رجال. لا يزال تنقيح العنف والاغتصاب ضد النساء ينعكس في ارتفاع معدلات الاغتصاب في باكستان.
وهناك نوعان رئيسيان من حالات الاغتصاب السائدة وهما الاغتصاب السياسي واغتصاب الشرف. إلى جانب نوع الاعتداء المعتاد للهيمنة والتحكم، يأتي الاغتصاب بقصد الانتقام. ولأن النساء لا يُنظر إليهن كأفراد وإنما كأشياء أو ممتلكات، فإن الاغتصاب هو في بعض الأحيان خطوة سياسية للانتقام من عدو. تتم تسوية الخلافات والعداوات عن طريق اغتصاب الأم أو الزوجة أو الابنة أو الأخت. تستخدم عمليات اغتصاب الشرف تكتيكًا لإخراج بعض القيم التي تخص المرأة. نظرًا لأن النساء يُنظر إليهن على أنهن من الأشياء التي يمتلكها الرجال، فإن تنازلها عن الشرف من خلال الاغتصاب يقلل من قيمتها.

### في الهند
الهند لديها ثقافة اغتصاب متجذرة في كل من ثقافتها الهندية التقليدية وكذلك تراثها الاستعماري البريطاني، الذي يلقي باللائمة على ضحايا الاغتصاب، وهي متعاطفة مع الجناة، وتعامل النساء اللواتي تعرضن للاغتصاب على أنهم «سلع مدمرة» والذين يعانون بعد ذلك أكثر. رغم وجود قوانين على الورق لحماية ضحايا الاغتصاب، إلا أن هذه القوانين لا تنفذ في كثير من الأحيان، خاصة عندما يكون مرتكب الجريمة من طبقة أكثر قوة أو أغنى من الشخص الذي اغتصب، غالباً ما يكون هناك فشل في جمع الأدلة بشكل صحيح من ضحايا الاغتصاب والرعاية لهم بعد ذلك، وهناك القليل من المساعدة القانونية لهم. في بعض المناطق الريفية التي تعمل خارج النظام القانوني، يمكن أن تكون العقوبة على الاغتصاب والقتل أشياء تافهة مثل 100 حالة رفع.
كما استخدم الاغتصاب كشكل من أشكال العقاب في الهند وكذلك خارج نطاق القضاء. ومن الأمثلة الشهيرة على ذلك حادثة كونان بوشبورا حيث اغتصب جنود من عصابة الجيش الهندي ما بين 100 إلى 150 امرأة كشكل من أشكال العقوبة على قريتهن التي يزعم أنها متواطئة في نشاط انفصالي، ولم تقاضى الدولة الهندية أي شخص حتى الآن عن هذه الجريمة. وبدلاً من ذلك، فقد صدّق أولئك الذين سربوا هذا القول بأنه «لا أساس له»، مبينًا شكلًا من لوم الضحية على مستوى الدولة. كما يتم الاغتصاب لتخويف المجتمعات، على سبيل المثال، حالة اغتصاب كاثوا حيث تم اختطاف فتاة تبلغ من العمر 8 سنوات تدعى عاصفة بانو التي تنتمي إلى جماعة باكاروال البدوية وتخديرها وتعذيبها ثم اغتصابها جماعياً. داخل المعبد الهندوسي قبل أن يتم قتلهم وإخراج جسدها من الغابة. قام القرويون المحليون بهذا العمل بمساعدة ومشاركة ضباط الشرطة. وعقب اكتشاف الجثة، كان هناك مثال كلاسيكي على إلقاء اللوم على الضحية عندما قام أعضاء مجموعة دينية محلية، وهي «إيكتا مانش»، قامت الهندوسية باحتجاج دعماً للمتهمين الذي حضره سياسيان محليان من حزب بهارتيا جاناتا وحزب الهند الحاكم الحالي.
وفقا لإحصاءات NCRB 2015، فإن مادهايا براديش (بالإنجليزية:Madhya Pradesh) لديها أعلى عدد أولي من التقارير عن الاغتصاب بين الولايات الهندية، في حين أن جودبور لديها أعلى معدل للفرد في تقارير الاغتصاب في المدن.
النساء والفتيات في منطقة BIMARU في شمال الهند أكثر عرضة للاغتصاب منه في ولايات مثل ولاية كيرالا التي لديها أعلى مؤشر تنمية بشرية، ومحو الأمية مع مجتمع أكثر تقدمية ومتسامح.

### في جنوب افريقيا
وفي دراسة أجرتها راشيل يويكس، وياندينا سيكوييا، وروبرت موريل وكريستين دانكل، تم استقصاء رجال من المقاطعات الثلاث في كيب الشرقية ومقاطعتي كوازولو - ناتال في جنوب أفريقيا حول الاغتصاب. كان انتشاره بين الرجال عالية. حوالي 1 من 4 رجال اغتصبوا شخصًا آخر، معظمهم من الشابات.
حاول الباحثون تفسير ارتفاع معدل الاغتصاب في جنوب أفريقيا وربطه بالمعايير التقليدية والثقافية المتضمنة في المجتمع. وهناك معايير معينة مثل اعتقاد خرافات الاغتصاب، وعدم المساواة بين الرجال والنساء، والحاجة للتعبير عن هيمنتهم جعلت الاغتصاب يبدو مبررا للمعتدين. بدأ الكثيرون في الاغتصاب عندما كانوا مراهقين صغار للتسلية، مما يعكس فكرة أن الاغتصاب هواية للشباب.
الاغتصاب التصحيحي هو جريمة الكراهية التي ارتكبت لغرض تحويل الشخص مثلي الجنس إلى الجنس الآخر. . استخدم هذا المصطلح لأول مرة في أوائل العقد الأول من القرن الحادي والعشرين عندما لوحظ تدفق هذه الهجمات من قبل العاملين في المؤسسات الخيرية في جنوب إفريقيا. هذه الظاهرة المعادية للمثلية وممارسات الجهل الأخرى تديم ثقافة الاغتصاب وتعرض النساء المثليات لخطر الاغتصاب. يشير التقاطع كأداة تحليل إلى أن السحاقيات السود يواجهون رهاب المثلية والجنس والعنصرية والطبقية.

#### الجامعة

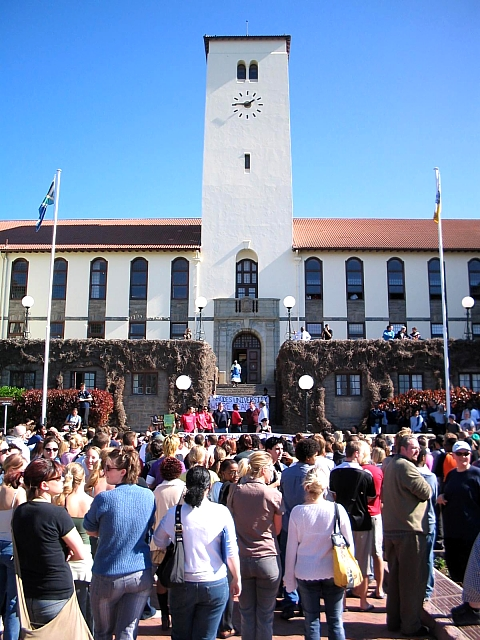
جامعة رودس. تم التقاط الصورة في مسيرة لمكافحة الاغتصاب خلال عام 2004.

في 17 أبريل 2016، تم نشر قائمة بأسماء 11 رجلًا بعنوان «قائمة المراجع» بشكل مجهول على الفسيبوك. لم تعط المنشورات أي أوصاف أو قدمت أي ادعاءات. ومع ذلك، في غضون وقت من الطلاب، تمكنوا من ربط ما يشترك به هؤلاء الطلاب وهي الادعاءات بالاغتصاب. طالب الطلاب بتعليق والتحقيق مع الأفراد في القائمة. تم استدعاء الشرطة للتدخل من أجل تحييد الاحتجاجات في جامعة رودس. هذا وضع الاغتصاب في الجامعات في دائرة الضوء.

#### المظاهرات القومية
في 6 أغسطس 2016، نظمت أربع نساء احتجاجًا صامتًا في حفل الإعلان عن نتائج اللجنة الانتخابية المستقلة. وقال المحتجون إنهم لا يستطيعون الصمت بسبب الاغتصاب والعنف القائم على نوع الجنس في جنوب أفريقيا. على الرغم من تبرئة الرئيس جاكوب زوما من التهم، إلا أن المتظاهرين الشباب يقولون إن التبرئة لا تعني أن الرئيس بريء بسبب فشل النظام القانوني.

### مجتمعات بلا ثقافة اغتصاب
هناك مجتمعات لا يُعد فيها الاغتصاب مقبولاً ثقافياً، حيث لا توجد ثقافة اغتصاب ولا يكاد يكون فيها الاغتصاب غير موجود، مثل مينانجكاباو في إندونيسيا. وفقا لعلم الأنثروبولوجيا بيغي ساندي، من المرجح أن يحدث الاغتصاب داخل ثقافات سلمية (لديها معدلات منخفضة من العنف بين الأشخاص)، وتعزيز الاحترام المتبادل بين الجنسين، وعدم وجود أيديولوجية من صرامة الذكور (الرعوية). يتمتع مجتمع مينانجكابو بخلفية دينية إسلامية للتكاملية ويضع عددًا أكبر من الرجال أكثر من النساء في مناصب السلطة الدينية والسياسية. الثقافة هي أيضا الأم، بحيث ينتقل الميراث والملكية من الأم إلى الابنة. يُظهر مجتمع مينانغكاباو قدرة المجتمعات على افتقارها إلى ثقافة الاغتصاب دون المساواة الاجتماعية بين الجنسين.

## الانتقادات
كشفت الشبكة الوطنية للاغتصاب والإساءة والسفاح (RAINN)، وهي منظمة مناهضة للعنف الجنسي، في تقرير يفصّل توصياته إلى البيت الأبيض حول مكافحة الاغتصاب في حرم الجامعات، يوضح المشاكل مع التركيز المفرط على مفهوم ثقافة الاغتصاب كوسيلة منع الاغتصاب وكسبب للاغتصاب، قائلاً: "في السنوات القليلة الماضية، 
كان هناك اتجاه مؤسف نحو إلقاء اللوم على«ثقافة الاغتصاب» لمشكلة العنف الجنسي الواسعة النطاق في الجامعات، في حين أنه من المفيد الإشارة إلى العوائق النظامية لمعالجة المشكلة، من المهم ألا تغيب عن بالنا حقيقة بسيطة: أن الاغتصاب لا يحدث بسبب عوامل ثقافية ولكن بسبب القرارات الواعية، من نسبة صغيرة من الاعتداء، لارتكاب جريمة عنيفة ". يشير تقرير RAINN إلى دراسة أجراها دايفيد لازيك، والتي قدرت أن 3٪ من طلاب الكلية كانوا مسؤولين عن 90٪ من حالات الاغتصاب في الحرم الجامعي،  على الرغم من أنه قد تم النص على أن RAINN ليس لديها أرقام موثوق بها للجناة الإناث. تقول RAINN أن الاغتصاب هو نتاج أفراد قرروا تجاهل الرسالة الثقافية الغامرة بأن الاغتصاب خطأ. يجادل التقرير بأن الاتجاه نحو التركيز على العوامل الثقافية التي من المفترض أنها تتغاضى عن الاغتصاب "له تأثير متناقض يجعل من الصعب إيقاف العنف الجنسي، لأنه يزيل التركيز من الشخص الذي يقع الشخص على عمد، ويخفف فيما يبدو من المسؤولية الشخصية عن نفسه.
شكك سومر وآخرون 
```
على وجه التحديد في دراسة 1984 التي ذكرتها ماري كوس،
[
96
]
 والتي ادعت أن واحدة من كل أربع نساء في الكليات كانت ضحية للاغتصاب، حيث اتهمتهم بارتكاب جرائم اغتصاب للنساء وقللت من شأن تعرض الرجال لجنس غير مرغوب فيه. وفقا ل سومر، فإن ما يصل إلى 73 ٪ من الأشخاص الذين خضعوا لدراسة كوس (Koss)لم يوافقوا على وصفها بأنهم تعرضوا للاغتصاب، 
[
97
]
 بينما أشار آخرون إلى أن دراسة كوس (KOS) ركزت على إيذاء النساء، مما قلل من أهمية الإيذاء الجنسي الرجال 
[
98
]
 على الرغم من أن بياناته تشير إلى أن واحدًا من كل سبعة رجال في الكلية كان ضحية لممارسة الجنس غير المرغوب فيه.
[
99
]
 يشير سومز إلى أن كوس قد تعمد تضييق تعريف المواجهات الجنسية غير المرغوب فيها للرجال إلى الحالات التي تم فيها اختراق الرجال.
[
100
]
```

وانتقد كُتّاب آخرون ، مثل بيل هوك، نموذج ثقافة الاغتصاب على أساس أنه ضيق للغاية؛ في عام 1984، كتبت أنها تتجاهل مكان الاغتصاب في «ثقافة العنف» الشاملة. في عام 1993 ساهمت في فصل في كتاب عن ثقافة الاغتصاب، مع التركيز على ثقافة الاغتصاب في سياق النظام الأبوي في الثقافة السوداء.
تنتقد بربارا كاي، الصحفية الكندية، النقاش الذي أجرته النسوية ماري كوس حول ثقافة الاغتصاب، واصفة الفكرة القائلة بأن «الاغتصاب يمثل سلوكًا متطرفًا ولكنه سلوك متسلسل مع السلوك العادي للذكور داخل الثقافة» باعتباره «غير صحيح بشكل ملحوظ».
أجرت الأمم المتحدة «دراسة متعددة الأقطار حول الرجال والعنف في آسيا والمحيط الهادئ» في عام 2008 في ستة بلدان في جميع أنحاء آسيا. ويبدو أن استنتاجاتها المنشورة في عام 2013 تشير إلى أن عددا كبيرا من الرجال في البلدان الآسيوية يعترفون بارتكاب بعض أشكال الاغتصاب. تم الإقرار بالاستنتاج العام للدراسة حول مستويات عالية من الاغتصاب على أنه موثوق به؛ ومع ذلك، فإن الأسئلة حول دقته تديم الجدل حول الكيفية التي تنظر بها المجتمعات إلى الاغتصاب والأعراف الاجتماعية. تكشف نظرة فاحصة على منهجية الدراسة عن أسئلة حول التعريفات الثقافية للاغتصاب، وحجم عينة الدراسة، وتصميم المسح، والدقة اللغوية، وكلها تبرز التحديات المستمرة في محاولة تحديد مدى انتشار الاغتصاب.

## التأثير على النساء
يشرح مفهوم ثقافة الاغتصاب كيف ينظر المجتمع وكيف يتصرَّف تجاه ضحايا الاغتصاب والمغتصبين، على سبيل المثال ووفق الخرافات المرتبطة بهذا المفهوم يمكن للمرأة مقاومة الاغتصاب إذا أرادت ذلك فعلاً، والنساء اللواتي يتعرَّضن للاغتصاب «يطلبن الاغتصاب»، والكثير من النساء يبلغن عن الاغتصاب لحماية حقوقهنَّ أو سمعتهنَّ الخاصة أو للانتقام من الجاني وخلق ردود فعل ضدَّه، إنَّ النظريَّات التي تُفسِّر سبب انتشار الخرافات حول الاغتصاب شائعة جداً في المجتمع، لأنَّها تكرِّس قواعد موجودة مُسبقاً في المجتمع، ويعتقد الباحثون أنَّ الرجال المُهيمنين على مواقع السلطة واتخاذ القرار يسيطرون على كيفية تصوير النساء في وسائل الإعلام ممَّا يجبر النساء على الخضوع للقوالب النمطية الجنسانيَّة التي تُشكِّلها الثقافة السائدة، من الأشياء التي تؤِّثر أيضاً على ثقافة الاغتصاب عند النساء عدم فهمهنَّ لفكرة الموافقة على الممارسة الجنسية بشكلٍ واضح، وقد أوضحت دراسة أجريت حول تجارب طالبات الجامعة حول الاغتصاب أنَّ العديد منهنَّ لا يستطيعون تحديد ما تعنيه عبارة الاغتصاب فعلاً، ولا يعتقدون أنَّ الموافقة يجي أن تكون شفويَّة وأنَّ الشعور بالرضى الجنسي كان دائماً غامضاً وصعب التحديد، العديد من الضحايا لم يتمكَّنوا من الإبلاغ عن الحادث أو الاغتصاب لأنَّهم كانوا مرتبكين بشأن ما حدث أو شعروا بأنَّه خطئهم، وأمَّا بعد أن يكون الاغتصاب قد وقع بالفعل فإنَّ النساء لم يبلغن عن الحادث لأنهنَّ شعرن بأنَّ ذلك سيؤذيهنَّ في نهاية المطاف بشكلٍ أو بآخر، بعض الأسباب الآخرى وراء ذلك أنَّ النساء لا يرغبن في جذب الانتباه إلى أنفسهن، ومن الناحية النفسية لم يردن أن يتذكرن ما حدث لهن.

## تأثير وسائل الاعلام الاجتماعية والتكنولوجيا الحديثة
يمكن لوسائل الإعلام الاجتماعية أن يكون لها تأثير إيجابي على انتشار ثقافة الاغتصاب، لأنها تشكل صيغة قوية للحديث عن الخبرات وتصبح جزءًا من مجتمع افتراضي. يمكن للمستخدمين في هذا المجتمع إعطاء شهاداتهم حول ما حدث لهم، والسماح للآخرين بالتعبير عن دعمهم للناجين من الاعتداء الجنسي.
يمكن للناجيات من الاعتداء الجنسي استخدام وسائل الإعلام الاجتماعية لعكس قصة ثقافة الاغتصاب وإخراج تجاربهن الشخصية.